# Pseudaphya ferreri
Pseudaphya ferreri är en fiskart som först beskrevs av De Buen och Fage, 1908.  Pseudaphya ferreri ingår i släktet Pseudaphya och familjen smörbultsfiskar. IUCN kategoriserar arten globalt som livskraftig. Inga underarter finns listade i Catalogue of Life.